# Kürschners Deutscher Gelehrten-Kalender
Kürschners Deutscher Gelehrten-Kalender és una obra de referència que recull dades biogràfiques, adreces, àrees de recerca principals i àrees de treball dels científics de l'àrea de parla alemanya. Es publica anualment per Walter de Gruyter. A més de l'edició impresa, hi ha una base de dades amb més de 73.970 entrades i informació addicional sobre aproximadament 10.000 persones difuntes, les morts de les quals han estat determinades des de 1996, així com informació sobre 15.000 científics jubilats. Els criteris d'admissió solen ser l'habilitació o el títol de professor, així com l'activitat de recerca i docència en una institució acadèmica.

## Història
Kürschners Deutscher Gelehrten-Kalender es va originar a partir del Kürschners Deutschem Literatur-Kalender. L'editorial així va conèixer la necessitat del públic d'un llibre de referència per als científics. D'aquesta manera, Gerhard Lüdtke (1875-1944) va crear la primera edició del calendari acadèmic (1925) per extreure i actualitzar les entrades sobre científics del calendari de la literatura.
El pla original de publicar anualment el calendari acadèmic segons el seu nom no es pot complir en la tercera edició (1928). En les següents dècades, el calendari acadèmic va aparèixer a intervals irregulars amb un volum en constant augment. La sisena edició (1940/41) va aparèixer per primera vegada en dos volums.
La primera edició de la postguerra (1950) va ser proporcionada per Gerhard Oestreich. Va decidir enumerar en la 8a edició (1954) només les noves publicacions dels científics des de 1950, no com fins ara totes les publicacions. Aquesta mesura va conduir a una racionalització del tema, però va arribar amb els usuaris a la crítica: qui volia aprendre totes les publicacions d'un científic havia de cercar en l'edició actual i anterior, que es percebia com feixuga i lenta. A més a més, l'adquisició d'ambdós temes per a alguns usuaris va ser prohibitiu i a causa de la quantitat limitada de còpies sovint era difícil.
El bibliotecari Werner Schuder (1917 a 2006) es va fer càrrec de l'edició del Calendari de l'Acadèmic després de 1954 i el va mantenir durant diverses dècades. Va respondre a les crítiques de la vuitena edició retornant les llistes de publicacions íntegrament en la novena edició (1961). Això va conduir al calendari acadèmic de 1961 va aparèixer de nou en dos volums per primera vegada. Les edicions posteriors van créixer considerablement, tot i que les llistes de publicacions es van reduir de forma dràstica. Des de la 22a edició (2009), l'obra consta de quatre subvolums.

## Edició actual
- Kürschners Deutscher Gelehrten-Kalender 2017. 30a edició (impresa i en línia). De Gruyter, Berlin/Boston. ISBN 978-3-11-045398-0.